# تورسیو
تورسیو (به فرانسوی: Torcieu) یک کمون در فرانسه است که در canton of Saint-Rambert-en-Bugey واقع شده‌است.

## خصوصیات
تورسیو ۱۰٫۷۲ کیلومترمربع مساحت و ۶۸۵ نفر جمعیت دارد و ۲۶۰ متر بالاتر از سطح دریا واقع شده‌است.